# Foetorepus kanmuensis
Foetorepus kanmuensis és una espècie de peix de la família dels cal·lionímids i de l'ordre dels perciformes.

## Morfologia
- Els mascles poden assolir 14,2 cm de longitud total.
- Nombre de vèrtebres: 21.[3][4]

## Hàbitat
És un peix marí i d'aigües profundes que viu entre 355-498 m de fondària.

## Distribució geogràfica
Es troba al Pacífic nord-occidental.

## Observacions
És inofensiu per als humans.